# New Site
New Site – miasto w Stanach Zjednoczonych, w stanie Alabama, w hrabstwie Tallapoosa. W roku 2023 miasto zamieszkiwało 768 osób, a gęstość zaludnienia wynosiła 30,4 osoby/km².